# 伯格人
伯格人是指居住於斯里蘭卡的歐洲人，「伯格」一詞源自荷蘭語，意指為市民。自16世紀以來，斯里蘭卡分別被葡萄牙、荷蘭及英國所殖民，因此大量歐洲人移民到斯里蘭卡，他們多數居於沿海城鎮，主要操英語，保留著歐洲的傳統與文化，但隨著年月飛逝，斯里蘭卡獨立，伯格人的人口變得越來越少。